# Křemže

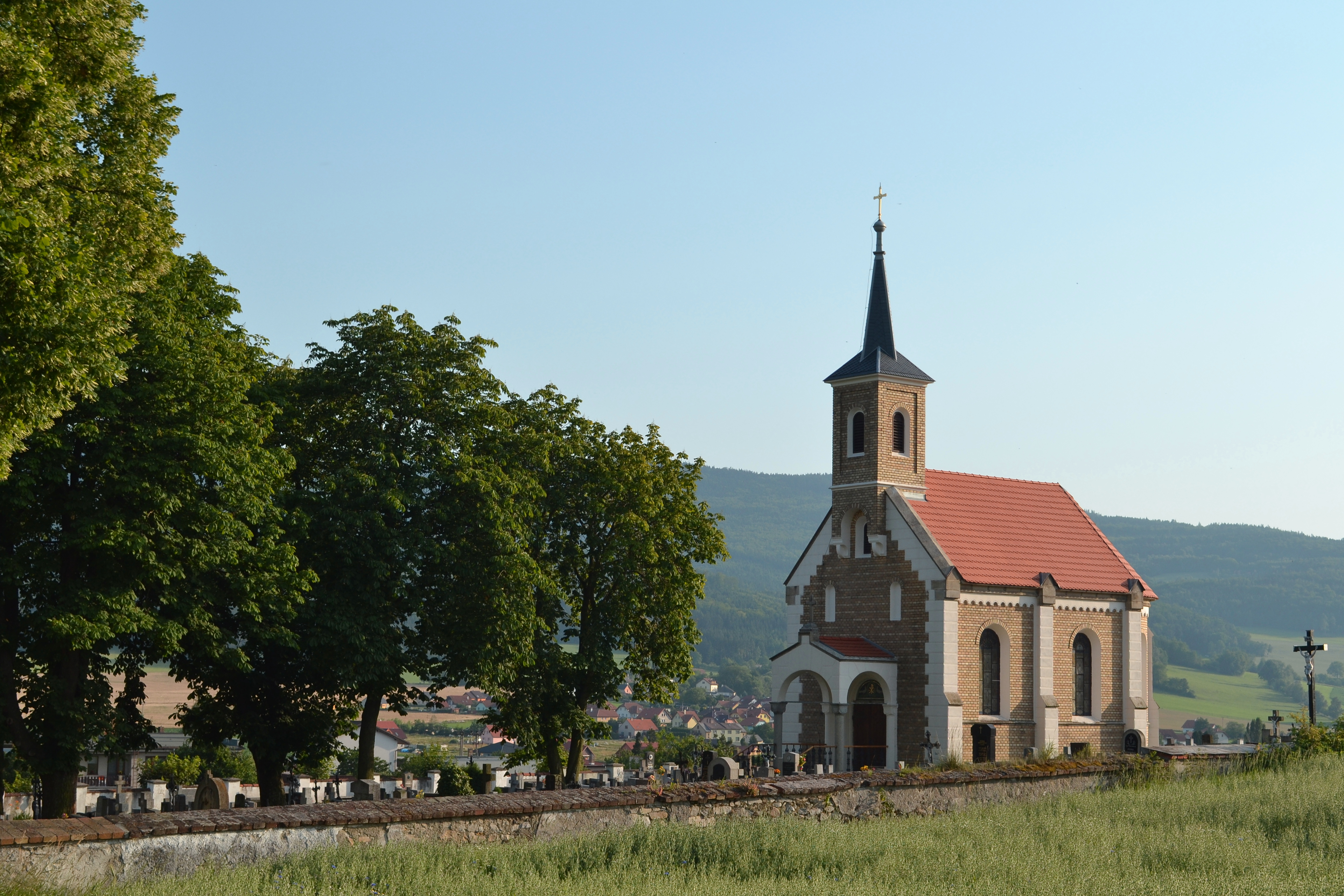
Der Friedhof von Křemže

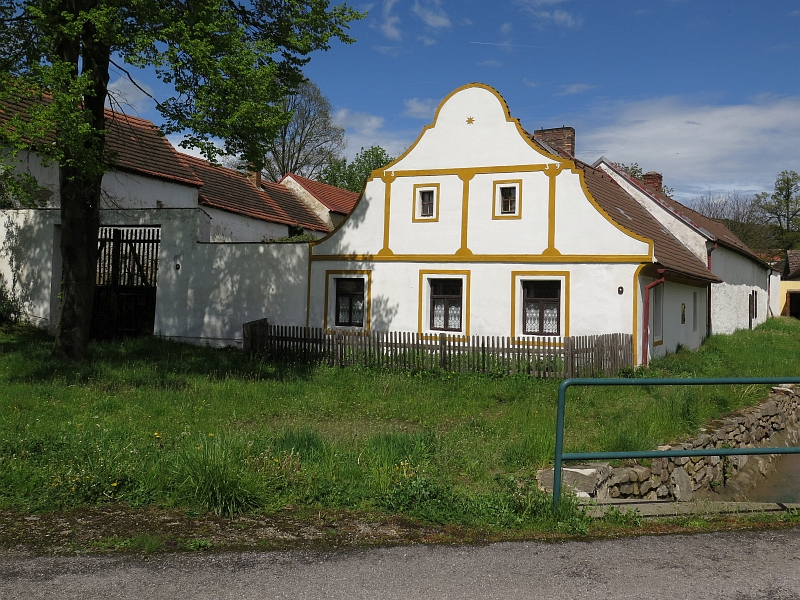
Bauernhaus

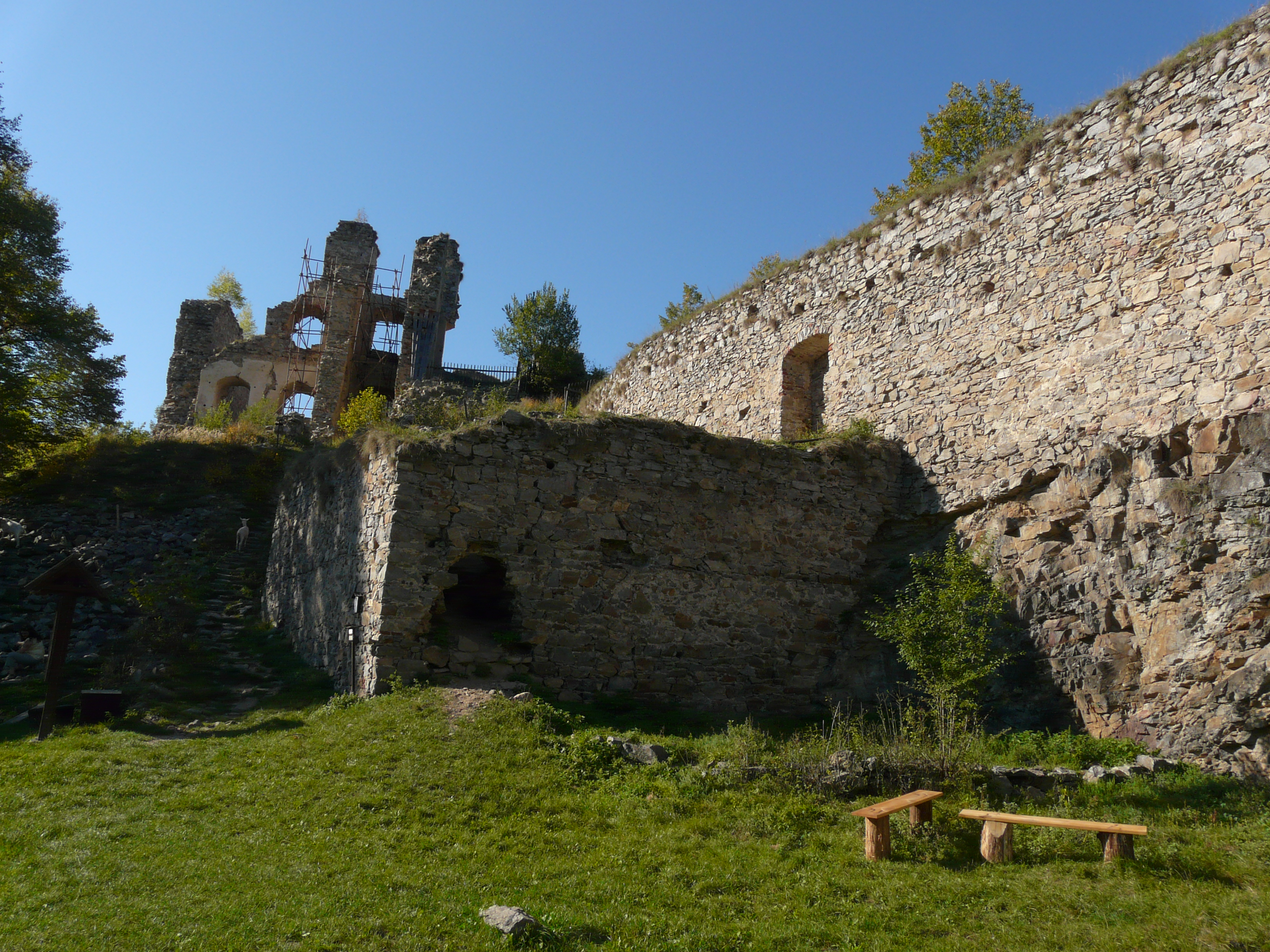
Burgruine Dívčí kámen

Křemže (deutsch Krems) ist eine Minderstadt im Okres Český Krumlov in Tschechien. Sie liegt 14 Kilometer südwestlich von Budweis.

## Geographie
Křemže befindet sich in der östlichen Hälfte des Blanský les. Das Städtchen liegt linksseitig des Křemžský potok in der Křemžská kotlina (Kremser Becken).
Nachbarorte sind Chlumeček und Bohouškovice im Norden, Slavče und Vrábče im Nordosten, Holubov, Čertyně (Tscheertin) und Třišov (Tschisow) im Südosten, Krasetín (Krassetin) im Süden sowie Loučej und Lhotka im Westen. Südlich liegt der 1084 m hohe Kleť, östlich die Burg Maidstein.

### Gemeindegliederung
Die Gemeinde Křemže besteht aus den Ortsteilen:
- Bohouškovice (Bohauschkowitz)
- Chlum
- Chlumeček (Chlumetschek)
- Chmelná (Chmelna)
- Křemže (Krems)
- Lhotka (Mehlhiedl)
- Loučej (Lutschau)
- Mříč (Mritsch)
- Stupná (Stupna)
- Vinná (Binaberg)

Grundsiedlungseinheiten sind Bohouškovice, Chlum, Chlumeček, Chmelná, Křemže, Lhotka, Loučej, Mříč, Pasíčka und Stupná.
Das Gemeindegebiet gliedert sich in die Katastralbezirke Chlum u Křemže und Křemže.

### Nachbargemeinden
| Nová Ves u Brloha | Jankov                                      | Habří          |
| Brloh pod Kletí   | Kompassrose, die auf Nachbargemeinden zeigt | Vrábče         |
| Kájov             | Holubov                                     | Dolní Třebonín |

## Geschichte
Křemže wurde erstmals 1266 als „Zmilenburch“ erwähnt. Für das Jahr 1281 ist die Schreibweise „Zmilenberg“, 1364 „Krzemz“, 1369 „Krzemsa“ und 1447 „Křemže“ nachgewiesen. Es war im Besitz des Adelsgeschlechts Dubenský von Chlum, einem Familienzweig der Bavor von Strakonitz. 1318 teilten sich die Dubenský von Chlum in die Familienzweige „von Chlum“ (z Chlumce) und „von Krems“ (z Křemže) auf.
Smil von Krems erbaute anstelle der ursprünglichen Festung eine Burg und seine Nachkommen nannten sich „Smil von Krems“ (Smilové z Křemže). Der letzte dieses Familienzweiges war Jan Smil von Krems (Jan Smil z Křemže). Als Anhänger der Hussiten geriet er in Gegnerschaft mit Ulrich II. von Rosenberg, der ihn Anfang der 1420er einige Zeit gefangen hielt. Vermutlich weil er es auf Jan Smils Besitzungen abgesehen hatte, bezichtigte er ihn 1439 der Urkundenfälschung und nahm ihn wieder gefangen. Obwohl Jan Smil im Juli 1444 dem Rosenberger seine Besitzungen überließ, wurde er 1447 trotzdem in Krumau hingerichtet. 1451 verkaufte Ulrich von Rosenberg die Burg Krems den Brüdern Přibík und Oldřich von Chlum. 1547 war sie im Besitz des Adelsgeschlechtes Častolár von Dlouhá Ves. Im Jahre 1678 kam sie an das Kloster Goldenkron und nach der Auflösung des Klosters im Jahre 1785 wieder an die Herrschaft Český Krumlov, die damals den Fürsten Schwarzenberg gehörte. 1840 wurden bei einem Brand 15 Häuser am Marktplatz zerstört. 1863 erfolgte die Erhebung zur Stadt, die das Wappen der Herren von Chlum annahm. Krems bildete Mitte des 19. Jahrhunderts eine Gemeinde die zum Gerichtsbezirk Krumau im Bezirk Krumau gehörte.
Nach dem Münchner Abkommen verblieb Křemže bei der Tschechoslowakei und gehörte von 1939 bis 1945 zum Politischen Bezirk Budweis im Protektorat Böhmen und Mähren. Nach dem Zweiten Weltkrieg kam Křemže zur wiedererrichteten Tschechoslowakei zurück; 1946 erfolgte die Vertreibung der deutschen Bevölkerung. Zum 1. Dezember 2006 erhielt Křemže den Status eines Městys.
Seit 2005 findet im Konzertsaal des Rathauses von Křemže jährlich ein Internationaler Wettbewerb für junge Klavierspieler statt.

## Kultur und Sehenswürdigkeiten

### Bauwerke
- Die St.-Michaels-Kirche ist ein dreischiffiges Gotteshaus. Es wurde 1887 im Stil der Neugotik an der Stelle eines Vorgängerbaus aus dem Jahre 1557 neu errichtet.
- Die Friedhofskapelle St. Ursula (Sv. Voršila) wurde 1905 an der Stelle eines Vorgängerbaus aus der Mitte des 16. Jahrhunderts neu errichtet.
- Feste Chlum
- Burg Křemže
- Festung Chlumeček
- Burg Dívčí Kámen
- Aussichtsturm auf dem Berg Kleť aus dem Jahre 1825

### Regelmäßige Veranstaltungen
Mitte August an einem Wochenende werden die mittelalterlichen Burgspiele (Středověké hradní hry) veranstaltet.

## Eponyme
Der am 29. September 1984 entdeckte Asteroid (4249) Křemže trägt seit 1997 den Namen der Stadt.